# Селеніди (мінерали)
Природні селеніди — це мінерали, основним компонентом яких є аніон селеніду.
Селеніди подібні до сульфідів і часто групуються з ними.
Відомі мінерали-селеніди Fe, Pb, Zn, Cd, Ag, Cu, Bi, Hg, Co, Ni та ін. Зокрема, у мінеральних покладах зустрічаються:
- селенід бісмутовий (гуанахуатит {\displaystyle {\ce {Bi2(Se, S)3}}} або {\displaystyle {\ce {Bi2Se3}}});
- селенід кобальту (фребольдит {\displaystyle {\ce {CoSe}}}; суміш клаусталіту {\displaystyle {\ce {PbSe}}} з кобальтитом {\displaystyle {\ce {CoAsS}}} і гематитом);
- селенід кобальту, нікелю й міді (пенрозеїт {\displaystyle {\ce {(Ni,Co,Cu)Se2}}}, тиреліт {\displaystyle {\ce {(Cu, Co, Ni)3Se4}}}, атабаскаїт {\displaystyle {\ce {Cu5Se4}}}, умангіт {\displaystyle {\ce {Cu3Se2}}});
- селенід свинцевий (керстеніт {\displaystyle {\ce {Pb[SeO4]}}});
- селенід цинку (штилеїт {\displaystyle {\ce {ZnSe}}});
- селенід заліза (ачаваліт Fe
1-xSe, фероселіт {\displaystyle {\ce {FeSe2}}});
- селенід ртуті (тиманіт {\displaystyle {\ce {HgSe}}});
- селенід срібла (науманніт {\displaystyle {\ce {Ag2Se}}}).

У природних умовах часто утворюються в ендогенних та екзогенних родовищах. Ідентифікуються складно внаслідок схожості з сульфідами. Рідкісні.